# Тіммаспе
Тіммаспе (нім. Timmaspe) — громада в Німеччині, розташована в землі Шлезвіг-Гольштейн. Входить до складу району Рендсбург-Екернферде. Складова частина об'єднання громад Норторфер-Ланд.
Площа — 15,36 км2. Населення становить 1060 ос. (станом на 31 грудня 2020).